# Свидание (группа)
Свидание — московский музыкальный коллектив, основанный в 2015-м году Андреем Зеберти. Группе свойственны минималистичное звучание в духе 60-х и лиричный настрой текстов.

## История группы
Летом 2014 года Андрей Зеберти (вокал), Иван Галицкий (гитара) и Александр Жуков (клавишные, программирование) приступают к записи первого мини-альбома, чуть позже к ним присоединяется Дмитрий Галицкий (бас-гитара). Датой основания коллектива считается момент официального выпуска первого ЕР «Юные» — 9 февраля 2015 года.
15 июля 2016 года «Свидание» выпускает первый полноформатный альбом под названием «Первое».
В январе 2017 года группу покидает Александр Жуков. В феврале этого же года к коллективу присоединяется барабанщик Роман Гатчин.
Клип на песню «Любовь», который был снят при участии группы «МЫ» с альбома «Первое» имеет на данный момент уже более 1,5 миллионов просмотров на Youtube.
14 июля 2017 года выходит второй альбом «№ 2», в нём коллектив меняет звучание на более живое.
Группа активно гастролирует по стране и ближнему зарубежью. Принимает участие в различных крупных фестивалях: Stereoleto, Motherland, Дикая мята, Roof Fest, фестиваль в парке «Зарядье».
Среди достижений группы — заметная на независимой сцене премия «Золотая Горгулья» (2017 год), ежегодно вручаемая московским клубом «16 тонн».
13 июля 2018 выходит третий альбом «lll».  
5 сентября 2019 года выпущен четвёртый альбом «Твой лучший друг». Он поставлен Ильей Лагутенко в ряд лучших альбомов года.
В 2020 году к группе присоединился мультиинструменталист Антон Макаров.
10 февраля 2020 года дали концерт в прямом эфире телеканала «О2ТВ», где презентовали и песни с последнего альбома «Твой лучший друг». 

## Дискография

### Альбомы
- «Первое» (2016)
- «№ 2» (2017)
- «lll» (2018)
- «Твой лучший друг» (2019)
- «Музыка глаз» (2020)
- «№ 7» (2023)

### Мини-альбомы
- «Юные» (2015)
- «Крестик» (2021)
- «Ангела ко сну» (2022)
- «Часть первая» (2024)
- «Часть вторая» (2025)

### Синглы
- «Я и твой кот» (2015)
- «08.12.1980» (2016)
- «Кейт Мосс» (2018)
- «Давно не виделись» (2019)
- «Близится рассвет» (2019)
- «Кавказ» (2020)
- «Свет сердца» (2020)
- «Дивный голос» (2021) (к/ф «Джетлаг»)
- «Твоим именем» (2021)

### Совместные проекты
В 2018 году группа принимает участие в записи сингла группы RSAC — «Неинтересно»
В 2019 году выходит совместный сингл с группой Starcardigan — «Охотник».
В 2020 году вышел совместный сингл с группой Сансара — «Свет сердца».
В 2021 году вышел сингл «Нежнее нежного», записанный на слова Осипа Мандельштама. Данная композиция вошла в трибьют-альбом «Сохрани мою речь навсегда», посвящённый поэту Осипу Мандельштаму.
В 2021 году вышел сингл инди-рок и пост-панк-группы Пинк Тайд совместно с группой Свидание — «Ветер-интроверт».
В 2021 году вышел совместный сингл групп Акульи Слёзы и Свидание под названием «меньше часа».
В 2022 году вышел сингл «ВСЁ РАВНО НУЛЮ» рок-группы ГАФТ при участии групп Свидание, Монти Механик, Комсомольск, Наша Таня, Lurmish
В 2023 году вышел сингл «Метроном» групп Свидание и Verbludes

## Состав

### Текущий состав
- Андрей Зеберти — вокал
- Иван Галицкий — гитара
- Дмитрий Галицкий — бас-гитара
- Роман Гатчин — барабаны

### Бывшие участники
Александр Жуков — клавишные инструменты, программирование
Антон Макаров — клавишные